# Toko Furuuchi with 10 legends
『Toko Furuuchi with 10 legends』（トウコ・フルウチ・ウィズ・テン・レジェンズ）は古内東子2枚目のカバー・アルバム。2016年3月30日、 UNIVERSAL SIGMAよりリリース。

## 解説
UNIVERSAL SIGMA移籍第一弾。3年ぶりの新作は古内が国内の数多の名曲をオリジナル作品歌唱アーティストとデュエットしたカバー・アルバム。女性のみで編成されたビッグバンド、たをやめオルケスタが参加。DVD付属の初回限定盤と通常盤CD2形態で発売。 

## 収録曲

### CD
1. 愛のために feat.奥田民生
2. ロンリー・チャップリン feat.鈴木雅之
3. Another Orion feat.藤井フミヤ
4. ベイビー・アイラブユー feat.TEE
5. Don't cry baby feat.斉藤和義
6. そして僕は途方に暮れる feat.大澤誉志幸
7. 花の時・愛の時 feat.前川清
8. LOVE SONGS feat.堂珍嘉邦
9. さよならレストラン feat.平井堅 (Bonus Track)
10. 誰より好きなのに feat.槇原敬之 (Bonus Track)

### DVD
1. 愛のために feat.奥田民生（ミュージック・ビデオ）
2. ベイビー・アイラブユー feat.TEE（ミュージック・ビデオ）